# Hélion (chimie)
Pour les articles homonymes, voir Hélion.

Un hélion, composé de deux protons et d'un neutron.

Un hélion (mot construit sur « hélium » et « ion ») est un ion hélium He2+, c'est-à-dire un noyau d'hélium nu (sans cortège électronique).
En pratique, le mot hélion est réservé au noyau d'hélium 3, par opposition au noyau d'hélium 4 qu'on appelle habituellement « particule α ». Cet hélion (d'hélium 3) est composé de deux protons et d'un neutron. Selon CODATA, sa masse est de 5,006 412 34(22) × 10−27 kg.